# Psychologisch onderwerp
Met het psychologisch onderwerp, ook wel logisch onderwerp genoemd, wordt in de ontleding een zinsdeel bedoeld dat grammaticaal niet de functie van onderwerp heeft, maar dat voor het algemene gevoel in semantisch opzicht centraal staat in de zin als geheel. Daarmee is dit dus feitelijk het "echte" onderwerp van de zin.

## Voorbeelden
In een zin als:
- Het water stond ons tot de lippen

is het water het grammaticaal onderwerp, maar kan ons een soort psychologisch onderwerp worden genoemd, vergelijk: Wij hadden het water tot de lippen staan. In de traditionele ontleding wordt ons hier een ondervindend voorwerp genoemd. 

Ook als een ondervindend voorwerp gebruikt wordt in een zin met een (semi-) onpersoonlijke constructie, wordt het wel als het 'psychologisch onderwerp' beschouwd:
- Het spijt moeder erg dat je er ook zo over denkt.
- Het verheugt me erg dat je er ook zo over denkt.

In de moderne taalkunde onderscheidt men semantische rollen of thematische relaties. Het ondervindend voorwerp wordt dan als de semantische rol van 'ervaarder' (experiencer) beschouwd. Vergelijk:
- De geur van gebakken vlees vulde mijn neusgaten.

De (bezielde) 'ervaarder' ondergaat een zintuiglijke of emotionele ervaring.
Volgens de grammaticus C.H. den Hertog echter is het psychologische onderwerp 'de voorstelling, die in de door den zin uitgedrukte mededeeling, vraag of gebod op den voorgrond staat'. Dat is een veel ruimere opvatting, zie Zinsthema en Rolverdeling rond het werkwoord.
In zinnen die in de lijdende vorm staan, heeft het handelend voorwerp meestal de functie van logisch/psychologisch onderwerp. Het psychologische onderwerp kan in dit geval zelfs helemaal worden weggelaten, bijv. in de zin De kat wordt geaaid (de agens wordt hier niet expliciet genoemd maar er gewoon bij gedacht).

## Van meewerkend voorwerp naar onderwerp
In een aantal talen, bijv. het Engels en Nederlands, is de ontwikkeling waar te nemen dat bij werkwoorden waarbij het psychologische onderwerp oorspronkelijk de grammaticale functie van meewerkend voorwerp had, het psychologische onderwerp geleidelijk aan het grammaticale onderwerp van de zin wordt. 
Zo kende in het Engels van rond 1700 bijv, nog de constructie It repenteth me ("het spijt me"), die tegenwoordig is vervangen door I repent it.
In het Nederlands heeft zich iets soortgelijks voorgedaan bij constructies als De reizigers worden verzocht (in plaats van De reizigers wordt verzocht) en Ik mankeer niets (in plaats van Mij mankeert niets).